# Classe Ponta Delgada
A classe Ponta Delgada foi um modelo de draga-minas costeiro ao serviço da Marinha Portuguesa, entre 1953 e 1976.
Os navios pertenciam à classe Adjudant (classe AMS-60) de draga-minas costeiros construídos nos EUA e cedidos a Portugal e a outros países aliados, ao abrigo do Mutual Defense Agreement Program (MDAP). Em 1955, os EUA redesignaram aquele tipo de navio como classe MSC-60.
Os navios atribuídos a Portugal - onde se incluía o ex-USS Adjudant, o navio líder da classe - foram entregues entre 1953 e 1955, sendo baptizados com nomes de cidades e vilas do arquipélago dos Açores.
No âmbito da NATO foi atribuída uma grande responsabilidade à Marinha Portuguesa na área da guerra de minas, o que a levou a operar uma grande flotilha de draga-minas, na década de 1950 e no início da de 1960. Uma parte dos draga-minas foi cedida pelos EUA, mas outra foi fabricada em Portugal. No entanto, com o agravamento da Guerra do Ultramar a Marinha Portuguesa teve que dar prioridade aos meios para atuar nessa guerra, ficando sem tripulações disponíveis para os draga-minas, o que a levou a colocar, a maioria deles, em reserva.

## Unidades
| Número de amura | Nome                  | Comissão    | Observações              |
| --------------- | --------------------- | ----------- | ------------------------ |
| M 405           | NRP Ponta Delgada     | 1953 - 1974 | Ex-USS Adjudant (AMS-60) |
| M 406           | NRP Horta             | 1953 - 1976 | Ex-AMS-61                |
| M 407           | NRP Angra do Heroísmo | 1955 - 1974 | Ex-AMS-62                |
| M 408           | NRP Vila do Porto     | 1953 - 1976 | Ex-AMS-91                |
| M 409           | NRP Santa Cruz        | 1954 - 1976 | Ex-AMS-91                |
| M 410           | NRP Velas             | 1954 - 1976 | Ex-AMS-145               |
| M 411           | NRP Lajes             | 1954 - 1976 | Ex-AMS-146               |